# Rebels Lier
Volleybal Club Rebels Lier was een Belgische volleybalclub uit Lier.

## Historiek
Rebels Lier werd gesticht in 1964 en ontving het stamnummer 497. In het seizoen 1969-70 werd het kampioen in derde nationale, dankzij een fusie met Smash Herentals kon het in het seizoen 1970-71 onmiddellijk aantreden in de hoogste klasse. Dit eerste seizoen was meteen succesvol, Rebels Lier werd landskampioen. In het  seizoen 1971-'72 werd zowel de Beker als de landstitel binnengehaald bij de heren en de damesequipe speelde in het seizoen 1971-'72 kampioen in 2de nationale.
Tijdens het seizoen 1973-74 werd de derde en laatste landstitel veroverd.
Op vrijdag 15 september 1978 werd bij de Belgische Volleybalbond een Algemeen Forfait betekend.

## Palmares

### Heren
- Landskampioen: 1971, 1972 en 1974
- Bekerwinnaar: 1972 en 1973

### Dames
- Kampioen 2e nationale: 1972

## Bekende (ex-)spelers
- Emiel Bogemans
- Hugo Huybrechts
- Jef Mol
- Staf Verlooy
- Staf Van Mierlo